# Partido judicial de Carmona
El partido judicial de Carmona es uno de los 85 partidos judiciales en los que se divide la comunidad autónoma de Andalucía y creado por Real Decreto en 1983, como número cuatro de los quince en que se divide la provincia de Sevilla, en España.

## Ámbito geográfico
| Partido Judicial | Capital de partido | Municipios que comprende                     |
| ---------------- | ------------------ | -------------------------------------------- |
| 4                | Carmona            | Carmona, Mairena del Alcor y Viso del Alcor. |